# 菲利普·哈钦森
菲利普·拉福斯·哈钦森（Phillip La Force Hutchinson，1963年3月19日—1988年2月9日），美国银行抢劫犯。曾于1988年在科罗拉多州丹佛抢劫了一家银行，谋杀了一名警官并挟持了一名人质。哈钦森劫持一辆皮卡逃亡，警方对哈钦森展开追捕，全过程被一架新闻直升机录下，是有史以来首次有影像记录的追捕行动之一。最后新闻直升机将皮卡逼停，哈钦森被警察包围并击毙。1991年电影《追捕》即是根据此案改编而来。

## 生平
哈钦森1963年3月19日生于維吉尼亞州阿靈頓縣。丹佛银行劫案发生前，哈钦森曾犯下一起严重抢劫案，被判处无期徒刑，在德克萨斯州一所监狱服刑。1987年7月31日，哈钦森与一名狱友一起越狱。此外，哈钦森还曾犯下绑架案和两起越狱案，在美国海军陆战队当过逃兵。有关部门认为他还可能参与了丹佛地区另外四起银行劫案。

## 劫案
1988年2月9日11时20分许，哈钦森进入一家信用合作社（Rio Grande Operating Credit Union）持枪抢劫。随后，哈钦森驾驶一辆棕色雪佛兰K5 Blazer以60迈的速度逃逸。KCNC-TV的一架新闻直升机在拍摄当地一家新闻广播公司时收到了劫案发生和警方追捕的消息。哈钦森高速行驶，逼迫包括警车在内的其他车辆驶离公路。哈钦森沿着Tennyson街一路向北逃亡，朝一辆没有标志的警车驶去。车内的两名警探试图避让，其中罗伯特·“鲍勃”·沃利斯警探避让不及在路中被哈钦森撞飞，当场死亡。此后哈钦森并未停车，而是继续行驶。不久，哈钦森逃出警方视线，但车辆失控撞上一棵树。随后，哈钦森携带赃款和手枪步行至附近的停车场，发现一辆蓝色汽车里有一个带着婴儿的年轻女子。哈钦森试图劫持该车并挟持两人为人质，但女子迅速开车驶离。哈钦森向两人开枪，子弹射中车辆但车内人员并无伤亡。哈钦森随后逃到附近一所房子里，遇到了73岁的John Laurienti。哈钦森便让John Laurienti驾驶他的绿色皮卡逃亡，并威胁说如若报警将会将其杀害。此时只有新闻直升机飞行员迈克·席尔瓦和摄影师吉姆·斯泰尔知道哈钦森的位置，但两人无法联系到警方。John Laurienti开车经过一辆警车时，哈钦森在副驾驶座上低下身子成功躲过了警察。

## 死亡
迈克·席尔瓦意识到哈钦森逃亡对社会的危害和人质随时可能遇害的危险，于是把直升机降落在皮卡前面的公路上意图将其逼停。哈钦森命令John Laurienti撞向直升机，但考虑之后哈钦森通过前挡风玻璃向直升机射击。警方随后接到报警，知道了哈钦森的位置，便赶来将哈钦森包围。一辆警车撞向皮卡阻止哈钦森开枪。直升机起飞后在皮卡附近降落。吉姆·斯泰尔走出直升机拍摄了警方包围哈钦森的过程。哈钦森想向警方开枪并撕票，但警方及时开枪将哈钦森击毙，这一场面也被吉姆·斯泰尔录下。
哈钦森死时24岁，葬在德克萨斯州朗德羅克。